# Steel Dawn – Die Fährte des Siegers
Steel Dawn – Die Fährte des Siegers (Originaltitel Steel Dawn) ist ein US-amerikanischer, postapokalyptischer Endzeitfilm aus dem Jahr 1987.

## Beschreibung
Der Film spielt in einer zukünftigen, postapokalyptischen Welt, in der die Erde nur noch aus Wüsten und Ödland besteht, die von mutierten Halbmenschen und einigen Bauern in kleinen Siedlungen bevölkert wird. Schuss- sowie anderweitige Fernwaffen befinden sich nicht mehr im Gebrauch, bzw. sind nicht mehr verfügbar. Gekämpft wird nur noch mit Nahkampfwaffen, wie Schwertern, Dolchen, Nunchakus, Kampfstäben und Ähnlichem. Diese ohnehin schon gebeutelte Welt erholt sich zudem noch von einem nicht näher beschriebenen Krieg aus der jüngsten Vergangenheit.

## Handlung
Ein ehemaliger Soldat durchstreift als Nomade eine große Wüste, um zu vergessen, dass er seine Familie im Krieg verloren hat. Auf dem Weg zu einem Gasthaus trifft er seinen alten Kampflehrer und Freund Cord aus Armeetagen. Dieser erzählt ihm, dass er nun zum neuen Friedensstifter des Tals ernannt worden ist. Kurz darauf geraten beide in einen Hinterhalt eines Trupps bewaffneter Männer, wobei der Soldat vergiftet und Cord von einem Auftragsmörder getötet wird.
Der Nomade überlebt den Giftanschlag und bereist daraufhin weiter die große Wüste, um den Mörder seines Freundes ausfindig zu machen, bis er auf die Farm von Kasha, einer Grundbesitzerin und Kriegswitwe der Siedlung Meridian, trifft. Sie lebt dort mit ihrem Sohn Jux, Tark dem Vorarbeiter, sowie zwei weiteren Farmern. Der Nomade nennt ihr nicht seinen Namen und verdingt sich für Kost und Logis bei ihr als Farmer. Wie sich später herausstellt, verfügt Kasha über eine geheime, saubere und unerschöpfliche Wasserquelle auf ihrem Grundstück, mit der sie das ganze Tal über eine Pipeline versorgen will. Doch die Farm wird immer wieder von Damnils Leuten angegriffen und sabotiert, der sich mangels eines Friedensstifters als Herrscher des Tals fühlt. Nur der Nomade kann sich seinen Leuten erfolgreich widersetzen.
Nachdem Damnil erfolglos versucht hat den Nomaden für sich zu gewinnen, um die Bauern zu vertreiben, engagiert er erneut Sho, ebenfalls ein Ex-Soldat und zudem ein gnadenloser Killer, der bereits Cord in seinem Auftrag ermordet hat. Dieser tötet im Streit mit dem Nomaden Tark, als dieser ihm zu Hilfe eilt und entführt Kashas Sohn Jux, worauf es zum entscheidenden Kampf kommt, bei dem Sho und Damniel getötet werden. Nachdem das Tal wieder befriedet ist und begrünt werden kann, um eine Stadt aufzubauen, entschließt sich der Nomade wieder durch die große Wüste zu ziehen, mit dem Versprechen zurückzukommen.

## Kritiken
„Die typische Westerngeschichte wird visuell verfremdet durch Übertragung in eine Fantasy-Welt und Kostüme und Dekors zwischen antik-historischen und futuristischen Elementen. Der Unterhaltungswert bleibt dabei nur durchschnittlich.“

Walter Goodman ließ in der New York Times kein gutes Haar an dem Werk, dessen Hauptdarsteller vor allem Bizeps, teure Frisuren und falsche Akzente zeigten bzw. hören ließen; die Geschichte sei längst bekannt.